# SM-liiga w szachach
SM-liiga – najwyższa klasa drużynowych rozgrywek szachowych w Finlandii, organizowana przez SSL. Zwycięzca ligi zostaje mistrzem Finlandii.

## Historia
Rozgrywki ligowe w Finlandii zostały zainaugurowane w 1976 roku, wcześniej mistrz Finlandii był wyłaniany w rozgrywkach pucharowych. Pierwszym mistrzem ligowym został Gambiitti Helsinki. W 2020 roku z powodu pandemii COVID-19 wydłużono sezon do 2022 roku.

## Medaliści
| Sezon     | 1. miejsce            | 2. miejsce             | 3. miejsce             |
| --------- | --------------------- | ---------------------- | ---------------------- |
| 1976/1977 | Gambiitti Helsinki    | HSK Helsinki           | SSK Helsinki           |
| 1977/1978 | SSK Helsinki          | HSK Helsinki           | Gambiitti Helsinki     |
| 1978/1979 | SSK Helsinki          | Kaleva Tampere         | HSK Helsinki           |
| 1979/1980 | SSK Helsinki          | TSY Turku              | Gambiitti Helsinki     |
| 1980/1981 | Gambiitti Helsinki    | TSY Turku              | PSY Pori               |
| 1981/1982 | HSK Helsinki          | SSK Helsinki           | PSY Pori               |
| 1982/1983 | TSY Turku             | Gambiitti Helsinki     | KS-58 Helsinki         |
| 1983/1984 | MatSK Espoo           | SSK Helsinki           | SKF Helsinki           |
| 1984/1985 | MatSK Espoo           | SKF Helsinki           | PSY Pori               |
| 1985/1986 | SKF Helsinki          | MatSK Espoo            | PSY Pori               |
| 1986/1987 | PSY Pori              | KSY Kuopio             | MatSK Espoo            |
| 1987/1988 | MatSK Espoo           | SKF Helsinki           | TuTS Turku             |
| 1988/1989 | HSK Helsinki          | KSY Kuopio             | SKF Helsinki           |
| 1989/1990 | SKF Helsinki          | MatSK Espoo            | HSK Helsinki           |
| 1990/1991 | MatSK Espoo           | KSY Kuopio             | EtVaS Vantaa           |
| 1991/1992 | SKF Helsinki          | EtVaS Vantaa           | MatSK Espoo            |
| 1992/1993 | MatSK Espoo           | EtVaS Vantaa           | Taraus Tampere         |
| 1993/1994 | Taraus Tampere        | SKF Helsinki           | HSK Helsinki           |
| 1994/1995 | Taraus I Tampere      | KSY Kuopio             | SKF Helsinki           |
| 1995/1996 | EtVaS Vantaa          | Taraus I Tampere       | KSY Kuopio             |
| 1996/1997 | EtVaS Vantaa          | Ilves Helsinki         | Taraus Tampere         |
| 1997/1998 | HSK Helsinki          | TuTS Turku             | EtVaS Vantaa           |
| 1998/1999 | EtVaS Vantaa          | Taraus Tampere         | KSY Kuopio             |
| 1999/2000 | Taraus Tampere        | Garde Helsinki         | HSK Helsinki           |
| 2000/2001 | Garde Helsinki        | JoeSK Joensuu          | HSK Helsinki           |
| 2001/2002 | JoeSK Joensuu         | Taraus Tampere         | MatSK Espoo            |
| 2002/2003 | JyS Jyväskylä         | JoeSK Joensuu          | Gaia Helsinki          |
| 2003/2004 | Gaia Helsinki         | MatSK Espoo            | JyS Jyväskylä          |
| 2004/2005 | JyS Jyväskylä         | MatSK Espoo            | TuTS Turku             |
| 2005/2006 | JoeSK Joensuu         | MatSK Espoo            | Shakkivelhot Helsinki  |
| 2006/2007 | OpusCapita Tampere    | MatSK Espoo            | Shakkivelhot Helsinki  |
| 2007/2008 | MatSK Espoo           | OpusCapita Tampere     | HSK Helsinki           |
| 2008/2009 | EtVaS Vantaa          | SalSK Salo             | TammerSh Tampere       |
| 2009/2010 | EtVaS Vantaa          | TammerSh Tampere       | Betfail-Aatos Helsinki |
| 2010/2011 | TammerSh Tampere      | Betfail-Aatos Helsinki | Shakkivelhot Helsinki  |
| 2011/2012 | TammerSh Tampere      | Shakkivelhot Helsinki  | MatSK Espoo            |
| 2012/2013 | Shakkivelhot Helsinki | TammerSh Tampere       | SalSK Salo             |
| 2013/2014 | Shakkivelhot Helsinki | MatSK Espoo            | JyS Jyväskylä          |
| 2014/2015 | TammerSh Tampere      | MatSK Espoo            | Aatos Helsinki         |
| 2015/2016 | TammerSh Tampere      | SalSK Salo             | MatSK Espoo            |
| 2016/2017 | TammerSh Tampere      | MatSK Espoo            | EtVaS Vantaa           |
| 2017/2018 | SK ComeOn Helsinki    | Aatos Helsinki         | MatSK Espoo            |
| 2018/2019 | SK ComeOn Helsinki    | TammerSh Tampere       | SalSK Salo             |
| 2019/2020 | TammerSh Tampere      | TuTS Turku             | JyS Jyväskylä          |
| 2020/2022 | VammSK Sastamala      | JyS Jyväskylä          | MatSK Espoo            |
| 2022/2023 | Helsinki Street Chess | JyS Jyväskylä          | VammSK Sastamala       |
| 2023/2024 | Helsinki Street Chess | MatSK Espoo            | TuTS Turku             |
| 2024/2025 | TammerSh Tampere      | Aatos Helsinki         | VammSK Sastamala       |